# خرقة شريفة (مزار)
خرقة شريفة (البشتوية: خرقه شريفه) هو مزار إسلامي يقع في قندهار في أفغانستان. أصبح الضريح بارزًا في الأدب الإنجليزي أثناء الحرب الأنجلو أفغانية الثانية، عندما كانت الهند البريطانية المجاورة تحاول علاقة صداقة مع أفغانستان. يضم الضريح شملة أو خرقة على الطراز الشرق أوسطي، ويُعتقد أنها خرقة النبي محمد، التي ارتداها النبي محمد أثناء الإسراء والمعراج في عام 621 م.

## خرقة النبي محمد
وصلت هذه الخرقة أو الرداء إلى مزار خرقة شريفة عندما تبرع بها الحاكم الأفغاني أحمد شاه دراني في القرن الثامن عشر، والد أفغانستان الحديثة ومؤسس إمبراطورية دراني. كان أمير بخارى قد أعطى القطعة المقدسة الإسلامية نفسها لأحمد شاه حوالي عام 1768. ويقال إن هذه الخرقة قد ارتداها النبي محمد أثناء الإسراء والمعراج الشهيرة في عام 621 م. وهو من أكثر الآثار تبجيلًا في العالم الإسلامي.

## مسجد الجمعة
يقع المبنى الذي يضم خرقة شريفة بجوار مسجد الجمعة التاريخي في قندهار. ويتبع تصميم المسجد العديد من مبادئ العمارة الإسلامية والعادات المحلية، حيث يُزين الجزء الداخلي ويُنحت بالرخام الأخضر من ولاية هلمند في أفغانستان. بالإضافة إلى ذلك، فهي تحتوي على بلاط عاكس بتفاصيل مُذهبة. ويحتوي المسجد أيضًا على فناء كبير وشاهد قبر يقع في حدود الحرم. زُين جدران الضريح بالنقوش الشائعة في العديد من المساجد الإسلامية. تحتوي نقوش هذا المسجد على أشجار وأوراق شجر أخرى، كما أن التصميمات فريدة من نوعها لكل جدار.

## ضريح أحمد شاه

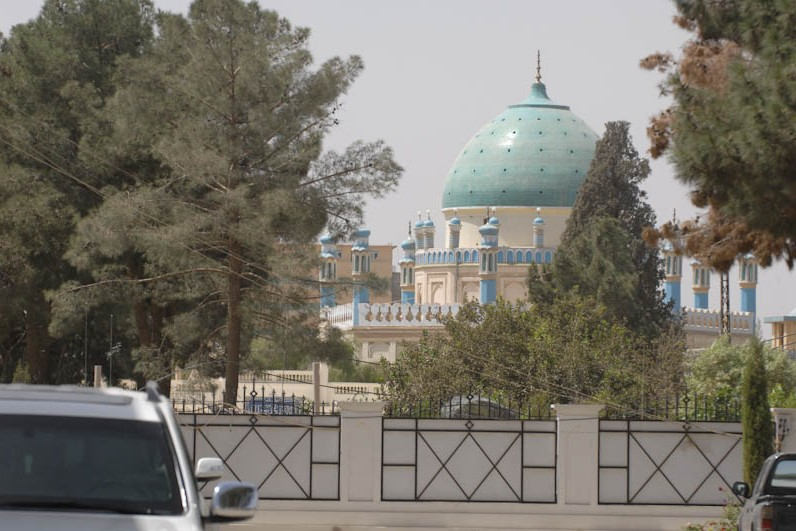
ضريح أحمد شاه دوراني بالقرب من مزار خرقة شريفة

على مسافة قصيرة سيرًا على الأقدام من الجزء الخلفي من ضريح كرك شريف يوجد ضريح أحمد شاه دراني، مؤسس الدولة الدرانية.

## روابط خارجية
- Brief information about Kherqa Sharif shrine على يوتيوب (Ariana Television, Sep. 24, 2023) (Dari and Pashto)
- "Kandahar in Photos & Travel Guide". Nicole L. Smoot. أغسطس 2019. مؤرشف من الأصل في 2025-04-14. اطلع عليه بتاريخ 2022-12-21.